# Кирхбах ауф Лаутербах, Иоганн фон
Барон Иоанн Фердинанд Франц фон Кирхбах ауф Лаутербах (нем. Johann Ferdinand Franz Freiherr von Kirchbach auf Lauterbach); 7 сентября 1858, Кронштадт, Трансильвания, Австро-Венгрия (ныне Брашов, Румыния) — 3 октября 1920, Вена) — австро-венгерский военачальник, генерал инфантерии. Имперский тайный советник. Последний имперский комендант столичного города Вены.

## Биография

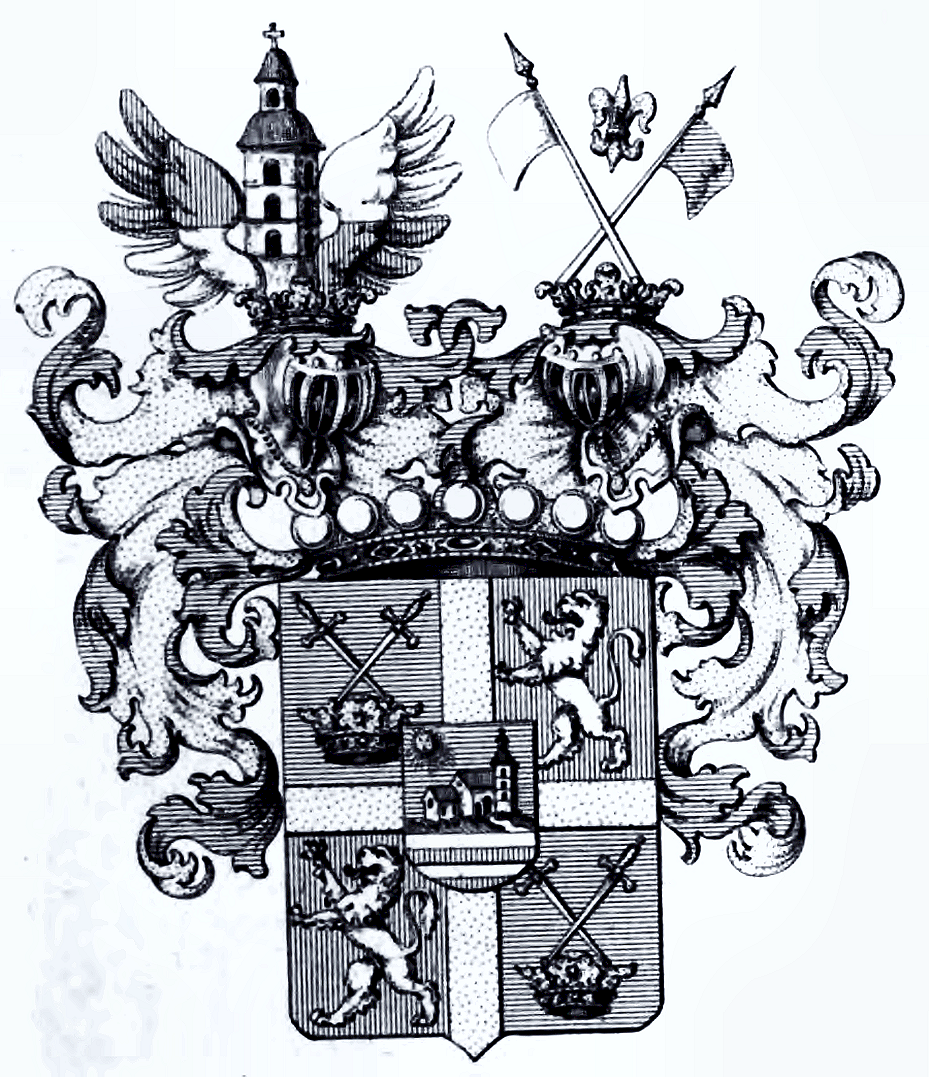
Герб баронов фон Кирхбахов

Представитель саксонского дворянского рода фон Кирхбах. Сын фельдмаршала Ганса Фердинанда фон Кирхбаха. Брат Карла фон Кирхбаха ауф Лаутербаха.
Окончил среднюю военную школу в Санкт-Пёльтене. Выпускник Терезианской академии (1879). После окончания академии выпущен в фельдъегерьский корпус.
В 1880 году лейтенантом вступил в батальон военной полиции. С апреля 1888 года — капитан.
В 1891—1894 годах служил инструктором по тактике Терезианской академии. С 1894 года служил начальником штаба 25-й пехотной дивизии. После был переведен в Генштаб. В мае 1895 года ему присвоен чин майора, а в ноябре 1897 года — подполковника.
С февраля 1901 до ноября 1906 года — полковник, начальник штаба XIV корпуса. В мае 1907 года стал генерал-майором и командиром 12-й (4 декабря 1908), а затем 55-й пехотной бригады.
В октябре 1910 года — командир Императорской и Королевской 8-й пехотной дивизии со штаб-квартирой в Больцано. В апреле 1911 года произведён в чин фельдмаршал-лейтенанта.

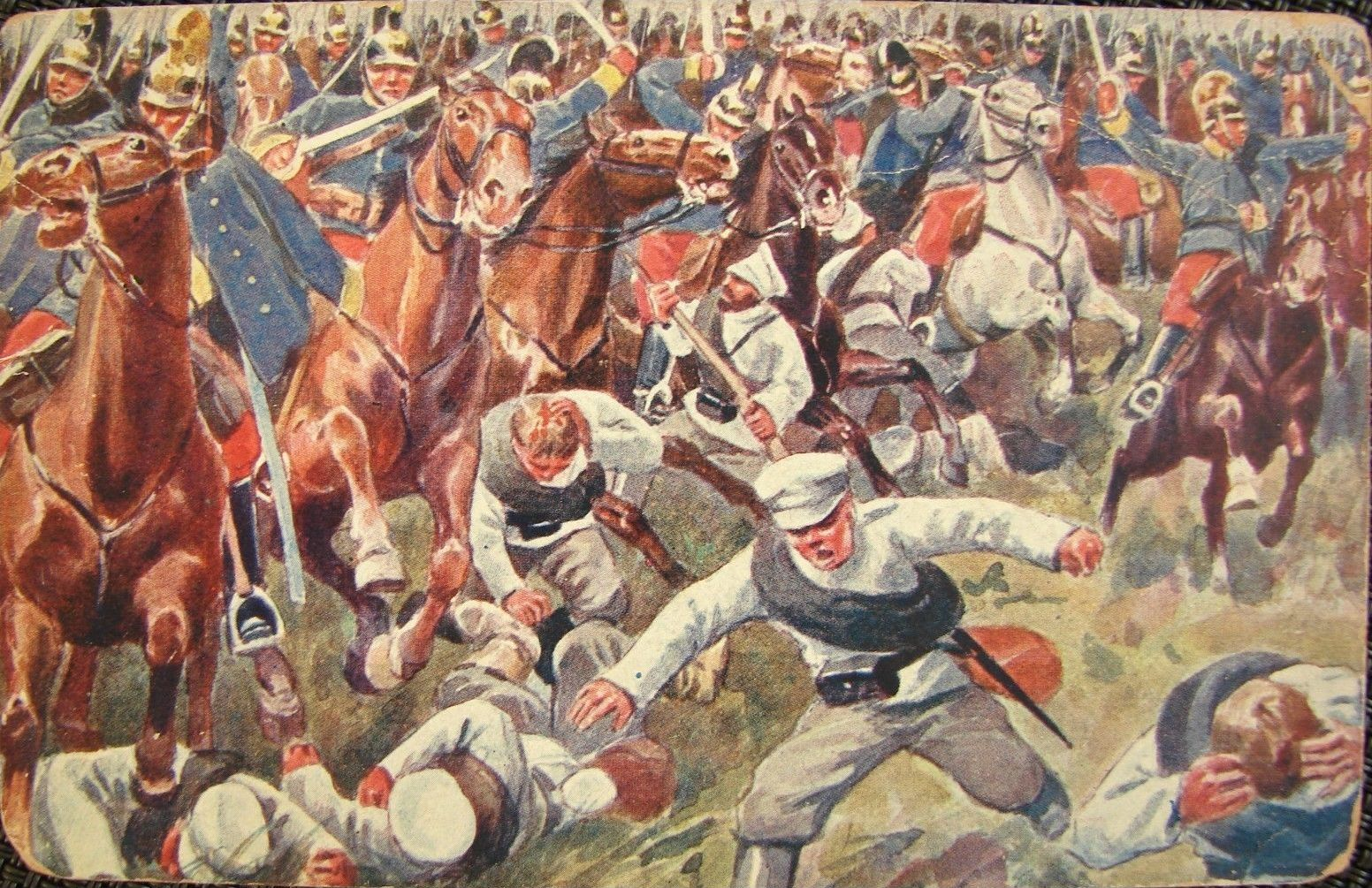
Битва при Краснике на почтовой открытке Австро-Венгрии с репродукцией картины, изображающей атаку австро-венгерских драгун на русскую пехоту при Краснике

Участник Первой мировой войны. В 1914 году назначен командиром 8 пехотной дивизии XIV армейского корпуса эрцгерцога Иосифа Фердинанда, действовавшую в составе 3-й армии генерала Р. Брудермана. Участвовал в битве при Краснике и за Лемберг.
В конце года стал командующим II армейским корпусом (25-я и 4-я пехотные дивизии), который в январе 1915 года входил в состав 1-й армии генерала В. Данкля. 16 февраля 1915 года ему присвоено звание генерала от инфантерии. Корпус И. Кирхбах в сентябре 1915 года направлен на Волынский фронт.
В конце 1915 года, серьёзно заболев, оставил пост командующего, но в январе 1916 года был восстановлен.
В 1916 году Кирхбах был назначен командующим гарнизоном Вены. Этот пост он занимал до окончания войны.

## Награды
- Командорский крест Австрийского ордена Леопольда
- Орден Железной короны (Австро-Венгрия) 3 класса
- Крест «За военные заслуги» 3 класса с лаврами (военными украшениями)
- Железный крест 1-й степени
- Большой крест Императорского австрийского ордена Франца Иосифа
- Тайный советник